# South Gate (California)
South Gate, fundada en 1923, es una ciudad del condado de Los Ángeles en el estado estadounidense de California. En el año 2009 tenía una población de 102.770 habitantes y una densidad poblacional de 5,386.27 personas por km². La ciudad forma parte de la región Gateway Cities en el sureste del condado de Los Ángeles. La "Ciudad de South Gate" fue incorporada el 20 de enero de 1923 por la Junta de Supervisores del condado de Los Ángeles.
En 1990, South Gate fue una de las diez ciudades estadounidenses en recibir el All-America City Award de la National Civic League.
Distrito Escolar Unificado de Los Ángeles opera los escuelas públicas.

## Geografía
South Gate está localizada en las coordenadas 33°56′39″N 118°11′42″O / 33.94417, -118.19500 (33.944264, -118.194903).
Según la Oficina del Censo de los Estados Unidos, la ciudad tiene un área total de 19.4 km² (7.5 mi²). 19.1 km² (7.4 mi²) es tierra y 0.3 km² (0.1 mi²) es agua. El área total de la región de agua es 1.60%.
El río Los Ángeles pasa sobre la parte occidental de South Gate.

## Demografía
En el censo de 2000 había 96, 375 personas, 23,213 hogares, y 20, 063 familias residiendo en la ciudad, con una densidad poblacional de 13,084.6/sq mi (5,052.0/km²). Había 24,269 casas unifamiliares en una densidad de 1,271.4/km² (3,294.9/mi²). La demografía de la ciudad es la siguiente:
- 41.6% Blanco (incluyendo a los hispanos blancos)
- 0.78% Blancos no hispanos
- 1.2% Afroamericanos
- 0.9% Amerindios y Nativos de Alaska
- 0.8% Asiáticos
- 51% De otras razas (principalmente mestizos)[6]
- 92% de la población son hispanos o latinos de cualquier raza[7]